# Utraula
Utraula è una suddivisione dell'India, classificata come municipal board, di 27.491 abitanti, situata nel distretto di Balrampur, nello stato federato dell'Uttar Pradesh. In base al numero di abitanti la città rientra nella classe III (da 20.000 a 49.999 persone).

## Geografia fisica
La città è situata a 27° 19' 0 N e 82° 25' 0 E e ha un'altitudine di 95 m s.l.m..

## Società

### Evoluzione demografica
Al censimento del 2001 la popolazione di Utraula assommava a 27.491 persone, delle quali 14.488 maschi e 13.003 femmine. I bambini di età inferiore o uguale ai sei anni assommavano a 4.548, dei quali 2.366 maschi e 2.182 femmine. Infine, coloro che erano in grado di saper almeno leggere e scrivere erano 14.797, dei quali 8.766 maschi e 6.031 femmine.